# De Heemen (Woldendorp)
De Heemen is een gehucht bij Woldendorp in de gemeente Eemsdelta in het noordoosten van de provincie Groningen. Het ligt aan de Heemweg van Woldendorp naar Scheveklap, even ten zuiden van het Termunterzijldiep. De Heemen bestaat uit een handvol boerderijen op huiswierden. In het kader van de Ruilverkaveling Woldendorp (afgerond in 1967) werd de Heemweg rechtgetrokken en kreeg een nieuw gebouwde boerderij de naam De Heemen.
Het gehucht ligt ten noorden van de Heemweg (vroeger Scheveklapster- of Wagenborgerweg) en ten zuiden van de Zomerdijk. Het wordt in 1582 voor het eerst vermeld als Hoegeheminghe. Vermoedelijk dateert de eerste bewoning uit de middeleeuwen en hebben de bewoners zich hier ondanks de Dollardoverstromingen kunnen handhaven. De meeste boerderijen bevonden zich op een oude inversierug (een verdwenen rivierloop), die wordt doorsneden door het Termunterzijldiep. Vanaf de Heemen slingerde de inversierug via boerderij Huningaweer naar Woldendorp. Het prehistorische riviertje mondde hier vermoedelijk uit in de Oude Ae.
De weg door Wagenborgen werd in 1657 als de Heem wech ofte d’olde dijck aangeduid. Een Heijmlaane (mogelijk de voormalige Buitenweg te Nieuwolda-Oost) wordt genoemd in 1761. Door het gebied liepen verder het Hondshalstermaar en het Nonnegaatstermaar die behoorden tot het Termunterzijlvest. Het gebied ten oosten daarvan behoorde tot het Oterdumerzijlvest (kerspel Woldendorp).
Ook de Heemweg dateert vermoedelijk uit de middeleeuwen en vormde een belangrijkste scheiding tussen verschillende verkavelingsblokken. Een groot deel van het gebied was eigendom van de kloosters te Heveskesklooster en Termunten. Het westelijke tracé van de Heemweg (de Scheveklapster Dwarsweg) sluit aan op een kavelsloot die uitliep op de oude weg naar Lalleweer. De huizen stonden hier verspreid in het veld. Het oostelijke tracé volgt de Zomerdijk van 1466 en sloot vroeger aan op de Munsterweg. De weg maakte vermoedelijk deel uit van een oude route van Groningen naar Termunten. 
Het gebied had tijdens de Tachtigjarige Oorlog erg te lijden onder inundaties, waarbij het zeewater tot ver in het binnenland werd opgestuwd. De Zomerdijk raakte in verval en de Ommelanden weigerden de dijk te herstellen. Om verdere schade te voorkomen te gaan besloot het Groningse stadsbestuur in 1589 een nieuwe Zomerdijk te bouwen tussen Wagenborgen en Woldendorp. Mogelijk betrof dit de Heemweg. Toen de zeedijken bij Nieuwolda na de Reductie van 1594 werden hersteld, werd deze nieuwe Zomerdijk weer overbodig.
Door de aanleg van het Termunterzijldiep in 1601 werd het gebied in tweeën gesneden. Vanaf de Heemweg liep nog in de 17e eeuw een doorgaande verbinding naar het noorden, die via de Raadsherentil over het Termunterzijldiep en het gehucht De Knuif uitkwam bij de Zomerdijk, maar die kwam later te vervallen.
De Heemen viel vanouds gedeeltelijk onder het kerspel Nieuwolda, gedeeltelijk onder Woldendorp. Enkele verspreide huizen ten noorden van de Heemweg, tussen het Termunterzijldiep en het Hondshalstermaar, zijn al in de 18e eeuw verdwenen. In 1808 werd het gebied in zijn geheel bij de gemeente Termunten gevoegd; in 1832 werd hieruit de kadastrale sectie De Heemen. Kerkelijk bleven de bewoners van enkele boerderijen bij Nieuwolda horen.
De Heemen is ook de naam van een buurtschap bij Blijham en van een boerderij onder Stedum (genoemd sinds 1766).
Groningen: Steden en dorpen      Nederland: Provincies · Gemeenten